# 汉中之战 (495年)
汉中之战，495年（南齐建武二年、北魏太和十九年），北魏大将拓跋英率军进攻南齐汉中获胜的作战。
495年三月，北魏仇池镇都大将、梁州刺史拓跋英在魏孝文帝率军攻南齐钟离（今安徽省凤阳县东北）之际，奉命率兵会同平南将军刘藻进攻汉中。南齐梁州刺史萧懿部将尹绍祖、梁季群等领兵2万占领险要，抗击魏军。拓跋英和部将采取集中兵力攻其一营，再及其余的方针。发起进攻，攻克齐军营垒，其它四营也溃败，俘获梁季群以下七百余人，斩杀三千余人，魏军乘胜进抵南郑（今陕西省汉中市东郊）城下。齐将萧懿再派部将姜修反攻。拓跋英大败姜修。魏军收兵之际，萧懿派出的另一支部队抵达战场。魏军疲惫，想要逃走，拓跋英见齐军来攻，故意驱马缓行，而后登高指划，装作布置阵型，等各军到齐，整列后才命前进。萧懿疑心魏军设有伏兵，不敢前进。魏军乘机反击，大破齐军包围南郑。萧懿据城固守，军主范先领兵三千增援，也被魏军击败。魏军围攻数十日未克。守城士卒惊恐，南齐录事参军庾域数十座空仓库加封后指给将士说，这里面全是粟米，足以支持两年，你们只管放心守城。城内守军才安定下来。就在这时，魏孝文帝下诏班师。拓跋英于是命老弱将士先行撤退，自率精锐部队后，还派人向萧懿告别。萧懿认为其中有诈，不敢追击。魏军得以安全撤返。